# Tongliao flygplats
Tongliao Airport är en flygplats i Kina. Den ligger i den autonoma regionen Inre Mongoliet, i den norra delen av landet, omkring 920 kilometer öster om regionhuvudstaden Hohhot. Tongliao Airport ligger 185 meter över havet.
Runt Tongliao Airport är det ganska tätbefolkat, med 129 invånare per kvadratkilometer. Närmaste större samhälle är Tongliao, 8,1 km nordost om Tongliao Airport. Trakten runt Tongliao Airport består till största delen av jordbruksmark.
Genomsnittlig årsnederbörd är 621 millimeter. Den regnigaste månaden är juli, med i genomsnitt 157 mm nederbörd, och den torraste är januari, med 4 mm nederbörd.